# دالة محدبة

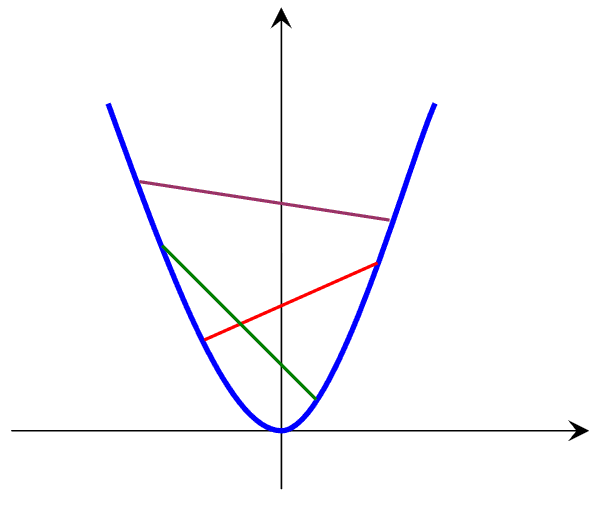
الدالة بالأزرق هي دالة محدّبة على طول محور الأعداد الحقيقية: كل مستقيم يصل بين أي نقطتين على الرسم البياني للدالة يقع فوق الرسم البياني للدالة.

تدعى دالة رياضية (بمتغير واحد) دالة محدّبة (بالإنجليزية: Convex function) في مقطع ما إذا كان الخط المستقيم الذي يصل بين أي نقطتين على الرسم البياني للدالة في هذا المقطع يقع فوق الرسم البياني للدالة نفسها. على سبيل المثال فإنّ الدالّة {\displaystyle f\left(x\right)=x^{2}} هي دالة محدّبة على طول محور الأعداد الحقيقية، كما يظهر في الرسم. وتجدر الإشارة إلى أنّ مفهوم التحدب والتقعر قد يكون عكس المفهوم اللغوي أو التصويري (فقد يظن البعض أن شكل الرسم البياني هو مقعر وليس محدبا).
- الدالة المقعرة هي دالة محدبة معكوسة، بمعني أن قمتها تكون إلى أعلى في اتجاه المحور الرأسي ومفتوحة من أسفل، في شكل الجرس.

بالإمكان تطوير تعريف الدالة المحدبة ليشمل دوالا بأكثر من متغير واحد، بل وأي دالة ذات قيم حقيقية معرّفة في نطاق يشكل مجموعة محدبة في فضاء اتجاهي ما.
للدوال المحدّبة استعمالات عديدة وهامّة، خاصة في مجالات التحليل الدالي والاستمثال المحدب، وتظهر في عدة متراجحات مهمّة، منها متراجحة ينسن.

## تعريف
تدعى الدالة ذات القيم الحقيقية {\displaystyle f\left(x\right)} دالة محدبة إذا تحقّق لكل نقطتين {\displaystyle x} و{\displaystyle y} في نطاق الدالة C ولكل {\displaystyle \lambda } في المجال [0,1] ما يلي:
{\displaystyle f\left(\lambda x+\left(1-\lambda \right)y\right)\leq \lambda f\left(x\right)+\left(1-\lambda \right)f\left(y\right)}
هذا وتدعى الدالة {\displaystyle f} محدبة تمامًا إذا تحقّق:
{\displaystyle f\left(\lambda x+\left(1-\lambda \right)y\right)<\lambda f\left(x\right)+\left(1-\lambda \right)f\left(y\right)}
لكل {\displaystyle \lambda } في المجال (0,1) ولكل {\displaystyle x\leq y}.
أمّا إذا كانت الدالة {\displaystyle -f\left(x\right)} هي دالة محدبّة فتدعى الدالة {\displaystyle \ f} دالة مقعرة.
ويظهر تفسير كون الدالة أحادية المتغير محدّبة إذا كان الخط المستقيم الذي يصل بين أي نقطتين على رسمها البياني يقع فوق الرسم البياني، يظهر من المتراجحة أعلاه، إذ أنّه إذا كانت {\displaystyle z=\lambda x+\left(1-\lambda \right)y} هي نقطة تقع بين x وy (تذكير: {\displaystyle \lambda \in \left[0,1\right]})، فإنّ:
{\displaystyle g\left(z\right)=\lambda f\left(x\right)+(1-\lambda )f\left(y\right)}،
حيث أنّ {\displaystyle g} هي معادلة الخط المستقيم (أي {\displaystyle g\left(x\right)=f\left(x\right)} و{\displaystyle g\left(y\right)=f\left(y\right)}).

## خواص تحليلية
- إذا كانت f وg دالتين محدّبتين، فإنّ الدالتين: {\displaystyle m(x)=\operatorname {max} \{f(x),g(x)\}} و{\displaystyle h\left(x\right)=f\left(x\right)+g\left(x\right)} هما محدبتان كذلك؛
- إذا كانت f وg دالتين محدّبتين، وكانت {\displaystyle g} دالة غير تنازلية، فإنّ {\displaystyle h\left(x\right)=g\left(f\left(x\right)\right)}؛
- تحدّب الدالة لا يتغير إثر تحويلات أفينيّة على المتغيّر، أي أنّه إذا كانت f هي دالة محدبة وكان {\displaystyle x\in \mathbb {R} ^{n}}، فإنّ {\displaystyle g\left(y\right)=f\left(Ay+b\right)} هي دالة محدبة، حيث {\displaystyle b\in \mathbb {R} ^{n}}، {\displaystyle y\in \mathbb {R} ^{m}}، {\displaystyle A\in \mathbb {R} ^{n\times m}}؛

## أمثلة
- الدالة {\displaystyle f\left(x\right)=x^{2}} هي دالة محدبة تمامًا إذ أنّ المشتق الثاني للدالة موجب لكل x: {\displaystyle f\,''\left(x\right)=2>0}.
- إنّ المشتق الثاني للدالة {\displaystyle f\left(x\right)=x^{3}} هو {\displaystyle 6x} أي أنّه غير سالب في المجموعة {\displaystyle \{x\geq 0\}}، ولذا فإنّ f محدّبة هناك، وغير موجب في المجموعة {\displaystyle \{x\leq 0\}}، أي أنّ الدالة مقعرة هناك.